# Calophlebia interposita
Calophlebia interposita е вид водно конче от семейство Libellulidae.

## Разпространение
Видът е разпространен в Мадагаскар.